# François Héron
Pour les articles homonymes, voir Héron (homonymie).
 (juin 2013).
François Louis Julien Simon Héron (Saint-Lunaire, 16 mars 1746 - Versailles, 27 pluviôse an IV (16 février 1796)) est un révolutionnaire français, agent du Comité de sûreté générale.

## Biographie
Fils de Jean Héron, employé aux fermes du tabac et de Judith Costar, il se marie le 12 août 1777 à Cancale avec Modeste-Anne-Jeanne Desbois (née en 1757), fille d'Étienne-Benoist Desbois et de Modeste-Charlotte Helvant.
Il devient fourrier du comte d’Artois avant de servir comme officier de marine, de 1778 à 1784.
Lieutenant de frégate en 1782, capitaine commandant le Sartine (propriété de Joseph-Denis Goguet, armateur à La Rochelle), il fait voile en mai 1784 vers La Havane avec pour mission d'acheter un million de piastres pour le compte du ministre Calonne, ce million correspondant à une créance d'un million de piastres due par le gouvernement espagnol à Cabarrus et Lalanne de Madrid en septembre 1782.
Rentré en France après un voyage de sept mois, le ministre refuse de lui allouer l'indemnité à laquelle il pensait avoir droit.
Sous la Révolution, il se lie à Marat et participe aux différentes journées, notamment le 10 août 1792 où il est à la tête du bataillon des Marseillais. Héron participe ensuite aux massacres de Septembre, selon les mémoires de Gabriel Jérôme Sénar.
Devenu agent du Comité de sûreté générale, il est notamment responsable de l'arrestation de l'ancien ministre Lebrun-Tondu (décembre 1793) et de Fabre d'Églantine. Vadier le charge également, avec son collègue Sénar, d'arrêter Catherine Théot et Dom Gerle. Pour y parvenir, les deux hommes se font admettre au nombre des affiliés, avant de les arrêter lors d'une réunion.
À la même époque, il publie un libelle intitulé : Complot d’une banqueroute générale de la France, et par contre-coup de la Hollande et de l’Angleterre, ou les horreurs de l’ancien et du nouveau régime mises au jour par le citoyen Héron, ouvrage rédigé par Marat, l’Ami du peuple, député à la Convention nationale, avec cette épigraphe : Auri sacra fames.
Il trouve en Vadier, au sein du comité, son principal appui : c'est en effet Vadier qui le défend quand les communes et les autorités de Versailles l'accusent, le 17 décembre 1793, d'être responsable de l'incarcération des vrais patriotes, affirmant : « Héron est un excellent patriote qui nous a été d'un grand secours en beaucoup d'occasions ; c'est lui notamment qui a arrêté le banquier Vendenyver et ses deux fils ». Par la suite, son nom apparaît dans plusieurs pétitions de sociétés populaires, et il est mis en cause à la tribune par Delacroix et Pressavin, pour des violences, des abus d'autorité et avoir confié l'exécution des mandats du comité à des individus peu recommandables, quand Bourdon de l'Oise l'accuse, le 20 mars 1794, d'être responsable de l'incarcération de cultivateurs et d'artisans, pères de familles, victimes de vengeances particulières, la Convention, indignée, ordonne son arrestation. Toutefois, Vadier et Bayle viennent prendre sa défense, suivis par Couthon, qui monte à la tribune pour déclarer : « Je ne connais point Héron, je ne l'ai jamais vu ; mais le Comité de sûreté générale, instruit de l'arrestation que vous aviez décrétée, est venu en faire part au Comité de salut public, et nous a déclaré que la République devait à Héron d'avoir découvert et atteint de grands conspirateurs ». Puis Robespierre, qui, lui non plus, ne connaît pas Héron personnellement, vient expliquer : « Vous venez de voir que ce qui avait été allégué contre Héron est démenti par des témoignages et par des faits certains. Je me contenterai d'ajouter que les comités de salut public et de sûreté générale s'étant informés auprès de l'accusateur public près le tribunal révolutionnaire s'il y avait quelques renseignements contre lui, ils en ont reçu une réponse négative. Le résultat de ce que je viens de dire me conduit à vous demander le rapport du décret qui a été surpris contre Héron ».
Selon un courrier daté de janvier 1794, retrouvé en 2018 sous le plancher de l'hôtel de la Villestreux à Nantes, François Héron aurait été envoyé par Robespierre aider Carrier à Nantes, à la suite des exactions commises à Misery. Robespierre écrit dans ce courrier : « Mais je sais que tes tâches sont multiples et ardues aussi je t’envoie le citoyen Héron, du Comité de sûreté générale qui veillera à cette résurrection citoyenne de la carrière de Misery. Salut fraternel et républicain »
Après le 9 thermidor, Héron est de nouveau arrêté dans la tourmente des proscriptions liées à la réaction thermidorienne. Lors de l'insurrection de prairial, attaqué une fois encore par Bourdon de l'Oise, qui réclame cette fois sa tête, il est finalement déféré devant le tribunal de l'Eure-et-Loir pour répondre des abus de pouvoir et des exactions qui lui sont imputés à crime.
L'amnistie de l'an IV vient interrompre la procédure, et Héron meurt dans l'obscurité à Versailles en 1796.

## Cinéma
- Danton (1983), film réalisé par Andrzej Wajda. Rôle joué par Alain Macé.